# Veliká Ves (Boemia centrale)
Veliká Ves è un comune della Repubblica Ceca facente parte del distretto di Praha-východ, in Boemia Centrale.